# Arizona City, Arizona
Arizona City är en ort (CDP) i Pinal County, i delstaten Arizona, USA. Enligt United States Census Bureau har orten en folkmängd på 10 475 invånare (2010) och en landarea på 15,8 km².